# Nicolas Andry de Boisregard
Nicolas Andry de Boisregard, född i augusti 1658 i  Lyon, död den 13 maj 1742 i Paris, var en fransk läkare.
Andry anses såsom grundläggaren av ortopedien och är den förste, som sammanfattat den delen av kirurgin som en självständig vetenskap. Detta gjorde han i arbetet Orthopédie, ou l'art de prévenir et de corriger dans les enfants les difformités du corps (2 band, 1741). Andry blev medicine doktor i Paris 1697, professor vid Collège Royal 1701 och dekanus i fakulteten 1724. Han förde hetsig polemik med sina ämbetsbröder, i synnerhet kirurgerna.